# Jella Lepman
Jella Lepman   (Stuttgart, 15 de maig de 1891 - Zúric, 4 d'octubre de 1970) va ser una periodista, autora i traductora alemanya que va fundar la Biblioteca Internacional de la Joventut a Múnic.

## Vida
Jella Lehman, nascuda en Stuttgart, va ser la filla gran del fabricant Josef Lehmann (1853-1911) i la seva dona Flora (de soltera Lauchheimer; 1867-1940). La família eren membres del judaisme liberal. A través de la seva mare era cosina del quatre anys més jove Max Horkheimer. Després de la seva escolarització al Königin-Katharina-Stift-Gymnasium de Stuttgart, va passar quasi un any a Lausana, Suïssa. Als 17 anys, en 1908, va organitzar una sala de lectura internacional per els fills dels treballadors estrangers d'una fàbrica de tabac en un barri industrial de Stuttgart.
Al 1913 es va casar amb Gustav Horace Lepman (1877-1922), el copropietari germano-nord-americà d'una fàbrica de somiers a Stuttgart-Feuerbach. Van tenir junts dos fills: (Anne-Marie, nascuda el 1918, i Günther, nascut al 1921). Durant la Primera Guerra Mundial, Gustav va servir com oficial de l'exèrcit alemany en els camps de batalla a França. Va morir com a resultat de les seves ferides de guerra al 1922, deixant-la vídua a l'edat de 31 anys.
Després de la mort del seu marit, Jella Lepman es va convertir en editora de l'Stuttgarter Neues Tagblatt, la primera dona que va ocupar aquest càrrec. Va escriure contribucions sociopolítiques i al 1927 va introduir el suplement del diari per a dones titulat "La dona a la casa, la professió i la societat". A més, va publicar el seu primer llibre infantil (1927 The Slepping Sunday) i una obra teatral per a nens (1929 The Singing Pfennig) que es va representar al petit Teatre Estatal de Württemberg. Es va convertir en membre del Partit Democràtic Alemany (Deutsche Demokratische Partei, DDP), on va liderar el grup de dones. El 1929, es va postular, sense èxit, per al Reichstag alemany.
Amb la presa de poder per part dels nazis el 1933, Jella Lepman, com jueva, va perdre la feina al diari, però va poder seguir treballant com a autònoma fins al 1935. Al 1936, va emigrar amb els seus dos fills a Anglaterra a través de Itàlia. Amb els seus fills atesos en internats, es va dedicar inicialment a tasques periodístiques i literàries independents. Al 1938 va ajudar a organitzar els treballs d'Arthur Schnitzler, que acabava d'arribar a la Universitat de Cambridge. Més tard, va treballar per a la BBC i l'American Broadcasting Station in Europe (ABSIE). El 1942 va publicar un llibre de lectura en alemany titulat "Die Kinder vom Kuckuckshof, eine Detektivgeschichte aus dem Schwarzwald" per a l'editor John Murray i el 1943, sota el pseudònim de Katherine Thomas, el llibre "Women in Nazi Germany".

## Després la guerra
Després del final de la Segona Guerra Mundial, va tornar a Alemanya a l'octubre de 1945 com a consultora de l'Exèrcit dels EUA com a part del programa de Reeducació la zona ocupada dels EUA, i responsable dels programes per a dones i joves. Va viure primer a Bad Homburg vor der Höhe, i després a Múnic. El 1946 va organitzar la primera exposició internacional a l'Alemanya de la postguerra, la Internationale Jugendbuchausstellung, en la qual es van mostrar 2000 llibres de 14 països. Es va mostrar en diverses grans ciutats d'Alemanya i va ser visitada per més d'un milió de persones. Aquests llibres es van convertir en la col·lecció fundadora de la Biblioteca Juvenil Internacional que es va inaugurar a la secció de Schwabing de Múnic el 14 de setembre de 1949. Va romandre com la seva directora fins a la seva jubilació en 1957.
Durant la reconstrucció d'Alemanya, estava convençuda que posar llibres en mans dels nens els oferiria una esperança per al futur. El 1952 va iniciar una conferència sobre l'enteniment internacional a través dels llibres infantils, que va conduir a la fundació de el Consell Internacional de el Llibre per a Joves, sense ànim de lucre, a Zuric el 1953. Lepman escriure més detalladament sobre aquesta època de la seva vida a el seu llibre autobiogràfic Un pont de llibres infantils. Va ser una de les iniciadores de el Premi Hans Christian Andersen, el premi més important de l'món per a escriptors i il·lustradors de literatura juvenil. Es va emetre per primera vegada el 1956, i ella va ser la presidenta del jurat de 1956 a 1960.
Jella Lepman va escriure molts llibres infantils i col·leccions de contes infantils, incloent una col·lecció de diversos volums de contes per dormir que va ser recopilant al llarg dels anys. Els seus llibres han estat traduïts a molts idiomes diferents. Li va donar al seu amic Erich Kästner la idea que va inspirar el seu llibre infantil La Conferència dels Animals (Die Konferenz der Tiere, 1949).
Lepman va morir el 1970 a l'edat de 79 anys a Zuric i el seu últim estatge va ser al cementiri de Zuric Enzenbühl al carrer Forchstraße. La tomba ja no existeix. Hi ha un carrer amb el seu nom a Stuttgart, i una habitació amb el seu nom a la biblioteca pública principal de Stuttgart a la Mailänder-Platz. A Múnic, un carrer i una llar d'infants porten el seu nom al barri de Berg am Laim.
Des de 1991, en honor d'el centenari del naixement de Lepman, el Consell Internacional de el Llibre per a Joves concedeix la "Medalla Jella-Lepman" a les persones que han fet una contribució significativa a la literatura infantil.

## Llibres
- Der verschlafene Sonntag, illus. per Hermann Gradl . W. Hädecke, Stuttgart, 1927. Edició facsímil: Bröstler, Marktheidenfeld, 1992. ISBN 9783927439115
- Das Geheimnis vom Kuckuckshof - Eine Detektivgeschichte aus dem Schwarzwald 1ª ed. Londres, John Murray, Londres, 1942.
- Wer ist Lux? Eine Detektivgeschichte für die Jugend, ill. per Paul Flora. Ensslin i Laiblin, Reutlingen, 1950.
- Die Katze mit der Brille - Die schönsten Gutenachtgeschichten, recopilat per Jella Lepman, ed. de Hansjörg Schmitthenner, illus. per Regina Ackermann-Ophüls. Europa-Verlag, Zúrich, vol. 1, 1951; Vol. 2, 1959. Reimpres Zeitverlag Bucerius, Hamburgo, 2006. ISBN 9783938899021
- Der verhaftete Papagei: die schönsten Gute Nacht Geschichten: neueste Folge, ed. per Hansjörg Schmitthenner, ill. per Jutta Kirsch-Korn. Ullstein, Berlín, 1963. ISBN 9783548125343
- Die Kinderbuchbrücke, S. Fischer, Frankfurt, 1964.
  - A Bridge of Children's Book, trad. per Edith McCormick, delantero de JE Morpurgo. Leicester: Brockhampton Press, Leicester; American Library Association, Nueva York 1969. ISBN 0340032057
  - A Bridge of Children's Book, trad. de Edith McCormick, reenviat per Mary Robinson. The O'Brien Press, Dublín, 2002, ISBN 0-86278-783-1
  - Kodomo no hon wa sekai no kakehashi, trad. per Morimoto Manami. Kogumasha, Tokio, 2002. ISBN 9784772190374
  - Jia qi er tong tu shu de qiao liang, Zhongguo shao nian er tong chu ban she, Beijing, 2006. ISBN 9787500780809
  - Oerini Chaekui Dali, trad . per Sun-Ah Kang. Nami Books, Seúl, 2015. ISBN 9788996683667
  - Un ponte di libri, cura e traduzione di Anna Patrucco Becchi. Roma: Sinnos, 2018. ISBN 9788876093937
  - Un Puente de Libros Infantiles, Creotz, 2017. ISBN 978-8494147388
  - La strada di Jella: prima fermata Monac o, traduzione dall'inglese di Ilaria Piperno. Roma: Sinnos, 2009. ISBN 9788876091377

- Kinder sehen unsere Welt - Texte und Zeichnungen aus 35 Ländern, recopilat i editat per Jella Lepman. Ullstein, 1971. ISBN 9783550077661
  - Come i bambini vedono il mondo, trad. per Amina Pandolfi. Garzanti, Milán, 1972.
  - How children see our world : words and pictures from thirty-five countries, traduit del alemany per Heide Dugall, dissenyades per Dietmar Meyer i Frank Curcio. Avon Books, New York, 1975. ISBN 9780380005291

## Premis
- 1957 Ordre al Mèrit de la República Federal d'Alemanya
- 1960 Medalla Goeth